# مناخ شبه قطبي
| Dsc Dsd |  | Dwc Dwd |  | Dfc Dfd |

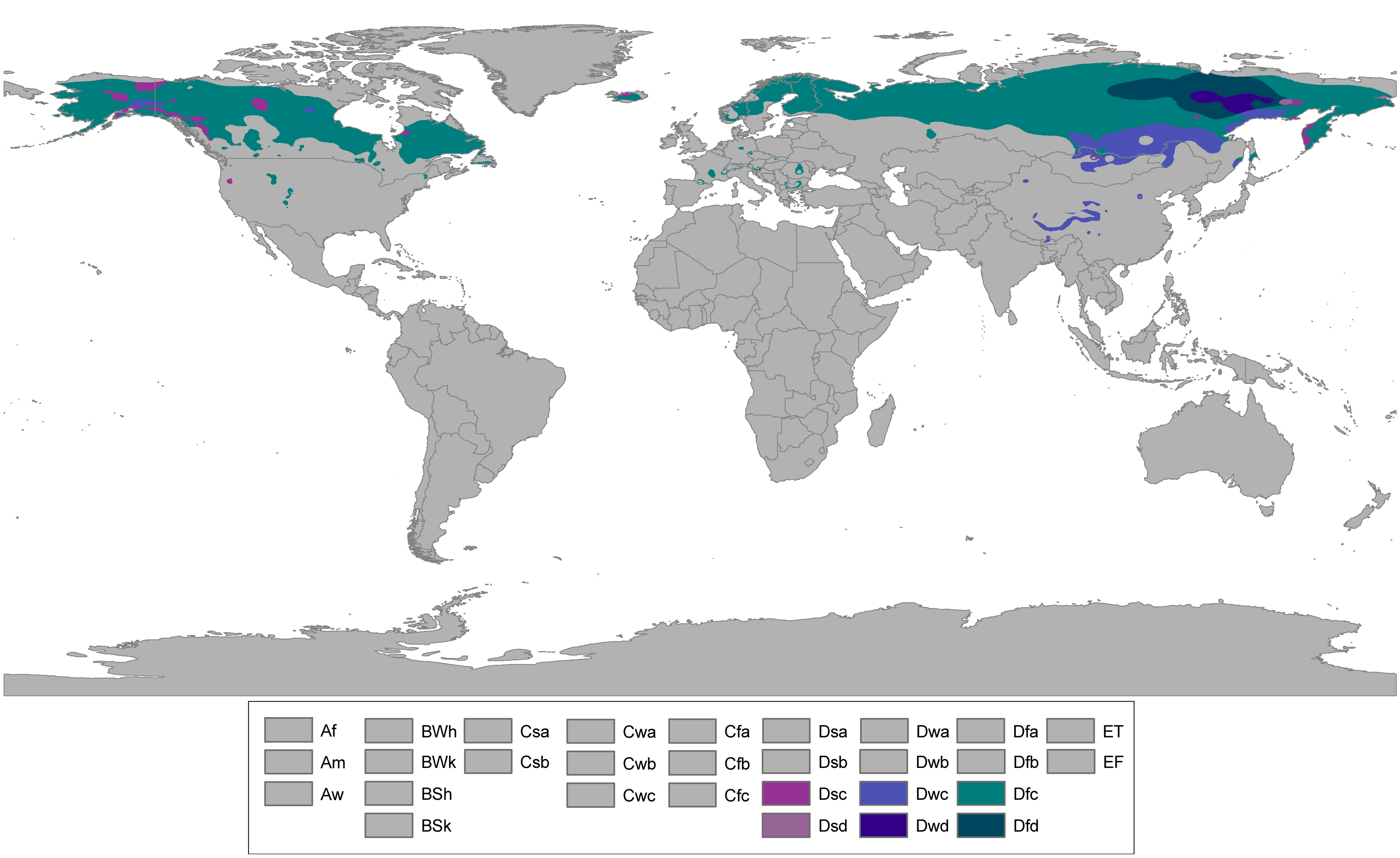
المناخ شبه القطبي حول العالم

المناخ شبه القطبي، (يسمى أيضاً المناخ شبه الألبي أو المناخ الشمالي أو المناخ شبه الجليدي) هو مناخ يتميز بشتاء طويل وجد بارد، وصيف قصير معتدل إلى دافئ. وهو موجود على الكتل القارية الكبيرة، بعيداً عن تأثير الاعتدال المحيطي، وعلى خطوط العرض بين 50° و70° شمالا مجاورا المناخ الرطب القاري، ويرمز له حسب تصنيف كوبن للمناخ بـ Dfc، Dwc، Dsd، Dfd، Dwd و Dsc، هذا الأخير الذي يوجد في مناطق قليلة جدا في مرتفعات الحوض المتوسطي، إيران، قرغيزستان، طاجيكستان، تركيا، ألاسكا، الشمال الغربي الولايات المتحدة، شرق أوريغون، شرق واشنطن وأيداهو، مع صيف جاف كما الحال في سينيكا.

## التعريف
يعطي هذا النوع من المناخ أقصى تغيرات حرارية على الكوكب: في الشتاء يمكن أن تهبط درجات الحرارة إلى –40°م أما في الصيف فيصعد المحرار إلى 30 درجة مئوية، ورغم ذلك فيبقى الفصل الصيفي أقصر من الشتوي، بمعدل 3 أشهر في السنة (لكن على الأقل يكون شهر واحد يسجل به معدل يومي يتعدى 10° مئوية، أما الشهر الأكثر برودة له معدل شهري أقل من درجة التجمد. قد تسجل درجات حرارة دنيا تصل نحو –70° مئوية.
ومع خمسة إلى سبعة أشهر متتالية حيث المعدلات الشهرية أقل من درجة التجمد، تتجمد التربة لعمق أمتار عديدة، ولذلك فحرارة فصل الصيف القصير تذيب بعض السنتتيمترات العميقة السطحية فقط، لذلك تتشكل تربة صقيعية في كل المناطق من هذا المناخ عدا المناطق قرب الحدود الجنوبية للنطاق المناخي هذا.
يخترق الذوبان الموسمي من 0.6 إلى 4.3 أمتار، وذلك حسب خط عرض المنطقة، نوعية ومسامية التربة.
يكون الشتاء أدفئ (قليلا جدا) في المناطق الشمالية على المناخ شبه القطبي قرب المحيط بحيث لا توجد فرص لظهور التربة الصقيعية، حيث المساحات هنالك صالحة للزراعة ما دامت التساقطات كافية، وذلك في مناطق جنوب ألاسكا، القسم الشمالي لأوروبا، ساخالين وكامشاتكا. عدا ذلك فالفترة الزمنية حيث لا وجود لجليد قصيرة للغاية وتتراوح بين 45 إلى 100 يوم على الأكثر، وقد تأتي موجات الصقيع في أي شهر في بعض المناطق.

### التساقطات
تشهد معظم مناطق المناخ شبه القطبي تساقطات قليلة، عادة أقل من 380 مـم في السنة. بعيداً عن السواحل، تكون معظم التساقطات في الأشهر الأدفئ، بينما على السواحل تحدث في فصل الخريف. بالمقارنة مع النطاقات المناخية الكبرى الأخرى، فهذا المناخ يحظى بنتح تبخري ضعيف جدا.
استثناء ملحوظ يتضمن وجود تساقطات غزيرة في المناطق المرتفعة للمناخات الرطبة بسبب الغيوم البيرقية. فجبل واشنطن الذي يعرف درجات حرارة معتادة في المناخ شبه القطبي تسجل به تساقطات بمعدل سنوي قدره 2,580 مـم.
تشهد مناطق خاباروفسك تساقطات مطرية غزيرة خلال الصيف (175 مـم في يوليو ببعض المناطق)، بينما الحال كذلك في شبه جزيرة كامشاتكا وساخالين، حيث تتحول هذه الهطولات إلى مجلدات خلال الفصل البارد. لابرادور الواقعة في شرق كندا بها جو رطب كذلك بسبب منخفض آيسلندا وقد تتلقى تساقطات متنوعة (ثلوج أو مطر) تصل إلى 1300 مـم، موجدة غطاء ثلجي يصل ارتفاعه إلى 1.5 أمتار لا يذوب حتى وصول يونيو.

### الغطاء النباتي واستعمال الأرض
الغطاء النباتي في المناطق الشبه القطبية قليل التنوع عموماً، حيث فقط أقوى النباتات تستطيع مقاومة الشتاء الطويل واستغلال فترة الصيف القصيرة. تنوع الأشجار محدود ومحصور في المخروطيات، حيث أنها من الأشجار القليلة التي تنجو من درجات الحرارة المنخفضة في الشتاء، ويعرف هذا النوع من الغابات بالتايغا، حيث ينسب المناخ بهذه المناطق إلى هذه المناطق فيقال مناخ التايغا. رغم قلة التنوع البيولوجي فإن الأعداد كبيرة للغاية، حيث أن غابات التايغا هي أكبر حيوم غابوي في العالم، ويتواجد في غالبيته بروسيا وكندا. تسمى العملية حيث تتكيف النباتات في البرد القارس التصلد بالبرودة.
الاستغلال الزراعي لهذه المناطق ضعيف عامة، نظراً لانعدام خصوبة الأراضي طبيعياً، ومكوث المستنقعات والبحيرات المخلفة بعد ذوبان الصفائح الجليدية، مما يمنع زراعة المنتوجات ذات مدة نمو طويلة (أيام الصيف الطويلة في بعض خطوط العرض قد تسمح بعض الزراعات).

## التوزيع
يوجد المناخ شبه القطبي من نوع Dfc في المناطق التالية:
- معظم سيبيريا
- شبه جزيرة كامشاتكا
- أجزاء من اسكتلندا
- الأجزاء الشمالية والوسطى جزر الكوريل وجزيرة ساخالين.
- جبال الألب الغربية بين 1,600 و 2,100 متر (5,200 و 6,900 ft)، جبال الألب الشرقية بين 1,450 و 1,800 متر (4,760 و 5,910 ft) –فرنسا، سويسرا، ألمانيا، إيطاليا والنمسا.
- وسط رومانيا.
- بعض الأجزاء من ألمانيا.
- جبال تاترا في بولندا، أعلى من 800م.
- منطقة الأناضول الشرقية, بين 1,600 و 2,100 متر (5,200 و 6,900 ft) – تركيا.
- البرانس، بين 1,600 و 2,100 متر (5,200 و 6,900 ft) – أندورا، فرنسا وإسبانيا.
- النصف الشمالي من إسكندنافيا (شتاء معتدل في المناطق الساحلية)
- معظم داخل وغرب وجنوب وسط ألاسكا
- جبال الروكي في كولورادو, وايومنغ, أيداهو ومونتانا وفي جبال وايت
- معظم كندا من خط عرض 53–55° شمالا إلى خط الأشجار، متضمنا:
  - جنوب لابرادور
  - معظم الأراضي داخل نيوفاوندلاند وعلى طول ساحلها الشمالي
  - كيبك: أقصى جنوب نونافيك
  - أقصى شمال أونتاريو
  - معظم يوكون
  - معظم الأقاليم الشمالية الغربية

في مناطق من شرق آسيا مثل الصين، يعمل المرتفع السيبيري على جعل درجات الحرارة أبرد من تلك المسجلة في إسكندنافيا أو ألاسكا لكن ذو مناخ جاف جداً (عادة حوالي 5 مـم في الشهر) حيث يكون الغطاء الثلجي محدودا جدا، ما يحدد تكون مناخ Dwc في:
- معظم شمال منغوليا
- روسيا:
  - معظم خاباروفسك عدا الجنوب
  - جنوب شرق جمهورية ساخا
  - جنوب ماغادان
  - شمال أوبلاست أمور
  - شمال بورياتيا
  - كراي عبر البايكال
  - إركوتسك أوبلاست
- الصين:
  - بعض مناطق منغوليا الداخلية
- جبل بايكتو في كوريا الشمالية

وفي الشمال الأقصى السيبيري، تزداد القارية لتنخفض درجات الحرارة إلى –38° مئوية، لتجعل فصل الشتاء جد قاس بشكل استثنائي، وكذلك درجات الحرارة خلال فصل الصيف حيث ترتفع المعدلات إلى 10°م، حيث تكوِّن هذه الظروف مناخات Dfd، Dwd وDsd.

## مبيانات لمدن مختارة من هذا المناخ
| مخطط المناخ أنكوريج، الولايات المتحدة | مخطط المناخ أنكوريج، الولايات المتحدة | مخطط المناخ أنكوريج، الولايات المتحدة | مخطط المناخ أنكوريج، الولايات المتحدة | مخطط المناخ أنكوريج، الولايات المتحدة | مخطط المناخ أنكوريج، الولايات المتحدة | مخطط المناخ أنكوريج، الولايات المتحدة | مخطط المناخ أنكوريج، الولايات المتحدة | مخطط المناخ أنكوريج، الولايات المتحدة | مخطط المناخ أنكوريج، الولايات المتحدة | مخطط المناخ أنكوريج، الولايات المتحدة | مخطط المناخ أنكوريج، الولايات المتحدة |
| --- | ------------------------------------- | ------------------------------------- | ------------------------------------- | ------------------------------------- | ------------------------------------- | ------------------------------------- | ------------------------------------- | ------------------------------------- | ------------------------------------- | ------------------------------------- | ------------------------------------- |
| 01 | 02                                    | 03                                    | 04                                    | 05                                    | 06                                    | 07                                    | 08                                    | 09                                    | 10                                    | 11                                    | 12                                    |
| 19 -5 -12 | 19 -3 -10                             | 15 1 -7                               | 12 7 -2                               | 19 14 4                               | 24 18 9                               | 46 19 11                              | 82 18 10                              | 76 13 5                               | 52 5 -2                               | 30 -2 -9                              | 28 -4 -10                             |
| متوسط درجة-الحرارة °س مجاميع الهطل مم |                                       |                                       |                                       |                                       |                                       |                                       |                                       |                                       |                                       |                                       |                                       |
| بالوحدات الإنكليزية \| 01 \| 02 \| 03 \| 04 \| 05 \| 06 \| 07 \| 08 \| 09 \| 10 \| 11 \| 12 \| \| 0.7 23 11 \| 0.7 27 14 \| 0.6 35 19 \| 0.5 45 29 \| 0.7 57 39 \| 0.9 64 47 \| 1.8 66 52 \| 3.2 64 50 \| 3 55 42 \| 2 41 29 \| 1.2 28 17 \| 1.1 24 13 \| \| متوسط درجة-الحرارة °ف مجاميع الهطول ″ \| \| \| \| \| \| \| \| \| \| \| \| |                                       |                                       |                                       |                                       |                                       |                                       |                                       |                                       |                                       |                                       |                                       |
| 01 | 02                                    | 03                                    | 04                                    | 05                                    | 06                                    | 07                                    | 08                                    | 09                                    | 10                                    | 11                                    | 12                                    |
| 0.7 23 11 | 0.7 27 14                             | 0.6 35 19                             | 0.5 45 29                             | 0.7 57 39                             | 0.9 64 47                             | 1.8 66 52                             | 3.2 64 50                             | 3 55 42                               | 2 41 29                               | 1.2 28 17                             | 1.1 24 13                             |
| متوسط درجة-الحرارة °ف مجاميع الهطول ″ |                                       |                                       |                                       |                                       |                                       |                                       |                                       |                                       |                                       |                                       |                                       |

| مخطط المناخ موسوني، أونتاريو، كندا | مخطط المناخ موسوني، أونتاريو، كندا | مخطط المناخ موسوني، أونتاريو، كندا | مخطط المناخ موسوني، أونتاريو، كندا | مخطط المناخ موسوني، أونتاريو، كندا | مخطط المناخ موسوني، أونتاريو، كندا | مخطط المناخ موسوني، أونتاريو، كندا | مخطط المناخ موسوني، أونتاريو، كندا | مخطط المناخ موسوني، أونتاريو، كندا | مخطط المناخ موسوني، أونتاريو، كندا | مخطط المناخ موسوني، أونتاريو، كندا | مخطط المناخ موسوني، أونتاريو، كندا |
| --- | ---------------------------------- | ---------------------------------- | ---------------------------------- | ---------------------------------- | ---------------------------------- | ---------------------------------- | ---------------------------------- | ---------------------------------- | ---------------------------------- | ---------------------------------- | ---------------------------------- |
| 01 | 02                                 | 03                                 | 04                                 | 05                                 | 06                                 | 07                                 | 08                                 | 09                                 | 10                                 | 11                                 | 12                                 |
| 34 -15 -27 | 23 -12 -26                         | 32 -5 -20                          | 39 4 -9                            | 54 12 -1                           | 71 18 5                            | 101 22 8                           | 76 20 8                            | 90 15 4                            | 73 8 -1                            | 54 -1 -9                           | 35 -11 -22                         |
| متوسط درجة-الحرارة °س مجاميع الهطل مم |                                    |                                    |                                    |                                    |                                    |                                    |                                    |                                    |                                    |                                    |                                    |
| بالوحدات الإنكليزية \| 01 \| 02 \| 03 \| 04 \| 05 \| 06 \| 07 \| 08 \| 09 \| 10 \| 11 \| 12 \| \| 1.3 5 -16 \| 0.9 11 -15 \| 1.2 24 -4 \| 1.5 38 16 \| 2.1 53 31 \| 2.8 65 40 \| 4 71 47 \| 3 69 46 \| 3.5 58 39 \| 2.9 46 31 \| 2.1 31 16 \| 1.4 12 -8 \| \| متوسط درجة-الحرارة °ف مجاميع الهطول ″ \| \| \| \| \| \| \| \| \| \| \| \| |                                    |                                    |                                    |                                    |                                    |                                    |                                    |                                    |                                    |                                    |                                    |
| 01 | 02                                 | 03                                 | 04                                 | 05                                 | 06                                 | 07                                 | 08                                 | 09                                 | 10                                 | 11                                 | 12                                 |
| 1.3 5 -16 | 0.9 11 -15                         | 1.2 24 -4                          | 1.5 38 16                          | 2.1 53 31                          | 2.8 65 40                          | 4 71 47                            | 3 69 46                            | 3.5 58 39                          | 2.9 46 31                          | 2.1 31 16                          | 1.4 12 -8                          |
| متوسط درجة-الحرارة °ف مجاميع الهطول ″ |                                    |                                    |                                    |                                    |                                    |                                    |                                    |                                    |                                    |                                    |                                    |

| مخطط المناخ لوليو، السويد | مخطط المناخ لوليو، السويد | مخطط المناخ لوليو، السويد | مخطط المناخ لوليو، السويد | مخطط المناخ لوليو، السويد | مخطط المناخ لوليو، السويد | مخطط المناخ لوليو، السويد | مخطط المناخ لوليو، السويد | مخطط المناخ لوليو، السويد | مخطط المناخ لوليو، السويد | مخطط المناخ لوليو، السويد | مخطط المناخ لوليو، السويد |
| --- | ------------------------- | ------------------------- | ------------------------- | ------------------------- | ------------------------- | ------------------------- | ------------------------- | ------------------------- | ------------------------- | ------------------------- | ------------------------- |
| 01 | 02                        | 03                        | 04                        | 05                        | 06                        | 07                        | 08                        | 09                        | 10                        | 11                        | 12                        |
| 32 -7 -13 | 26 -6 -13                 | 23 -1 -9                  | 18 4 -3                   | 23 11 2                   | 32 17 9                   | 42 20 12                  | 42 18 11                  | 31 12 6                   | 34 6 0                    | 31 -2 -6                  | 27 -6 -11                 |
| متوسط درجة-الحرارة °س مجاميع الهطل مم |                           |                           |                           |                           |                           |                           |                           |                           |                           |                           |                           |
| بالوحدات الإنكليزية \| 01 \| 02 \| 03 \| 04 \| 05 \| 06 \| 07 \| 08 \| 09 \| 10 \| 11 \| 12 \| \| 1.3 19 9 \| 1 21 9 \| 0.9 30 16 \| 0.7 39 27 \| 0.9 52 36 \| 1.3 63 48 \| 1.7 68 54 \| 1.7 64 52 \| 1.2 54 43 \| 1.3 43 32 \| 1.2 28 21 \| 1.1 21 12 \| \| متوسط درجة-الحرارة °ف مجاميع الهطول ″ \| \| \| \| \| \| \| \| \| \| \| \| |                           |                           |                           |                           |                           |                           |                           |                           |                           |                           |                           |
| 01 | 02                        | 03                        | 04                        | 05                        | 06                        | 07                        | 08                        | 09                        | 10                        | 11                        | 12                        |
| 1.3 19 9 | 1 21 9                    | 0.9 30 16                 | 0.7 39 27                 | 0.9 52 36                 | 1.3 63 48                 | 1.7 68 54                 | 1.7 64 52                 | 1.2 54 43                 | 1.3 43 32                 | 1.2 28 21                 | 1.1 21 12                 |
| متوسط درجة-الحرارة °ف مجاميع الهطول ″ |                           |                           |                           |                           |                           |                           |                           |                           |                           |                           |                           |

| مخطط المناخ ترومسو، النرويج | مخطط المناخ ترومسو، النرويج | مخطط المناخ ترومسو، النرويج | مخطط المناخ ترومسو، النرويج | مخطط المناخ ترومسو، النرويج | مخطط المناخ ترومسو، النرويج | مخطط المناخ ترومسو، النرويج | مخطط المناخ ترومسو، النرويج | مخطط المناخ ترومسو، النرويج | مخطط المناخ ترومسو، النرويج | مخطط المناخ ترومسو، النرويج | مخطط المناخ ترومسو، النرويج |
| --- | --------------------------- | --------------------------- | --------------------------- | --------------------------- | --------------------------- | --------------------------- | --------------------------- | --------------------------- | --------------------------- | --------------------------- | --------------------------- |
| 01 | 02                          | 03                          | 04                          | 05                          | 06                          | 07                          | 08                          | 09                          | 10                          | 11                          | 12                          |
| 95 -2 -7 | 87 -2 -7                    | 72 -0 -5                    | 64 3 -2                     | 48 8 2                      | 59 13 6                     | 77 15 9                     | 82 14 8                     | 102 9 4                     | 131 5 1                     | 108 1 -3                    | 106 -1 -5                   |
| متوسط درجة-الحرارة °س مجاميع الهطل مم |                             |                             |                             |                             |                             |                             |                             |                             |                             |                             |                             |
| بالوحدات الإنكليزية \| 01 \| 02 \| 03 \| 04 \| 05 \| 06 \| 07 \| 08 \| 09 \| 10 \| 11 \| 12 \| \| 3.7 28 20 \| 3.4 28 20 \| 2.8 31 23 \| 2.5 37 28 \| 1.9 46 36 \| 2.3 55 43 \| 3 60 48 \| 3.2 57 46 \| 4 49 40 \| 5.2 40 33 \| 4.3 33 27 \| 4.2 30 22 \| \| متوسط درجة-الحرارة °ف مجاميع الهطول ″ \| \| \| \| \| \| \| \| \| \| \| \| |                             |                             |                             |                             |                             |                             |                             |                             |                             |                             |                             |
| 01 | 02                          | 03                          | 04                          | 05                          | 06                          | 07                          | 08                          | 09                          | 10                          | 11                          | 12                          |
| 3.7 28 20 | 3.4 28 20                   | 2.8 31 23                   | 2.5 37 28                   | 1.9 46 36                   | 2.3 55 43                   | 3 60 48                     | 3.2 57 46                   | 4 49 40                     | 5.2 40 33                   | 4.3 33 27                   | 4.2 30 22                   |
| متوسط درجة-الحرارة °ف مجاميع الهطول ″ |                             |                             |                             |                             |                             |                             |                             |                             |                             |                             |                             |

| مخطط المناخ فرخويانسك، جمهورية ساخا، روسيا | مخطط المناخ فرخويانسك، جمهورية ساخا، روسيا | مخطط المناخ فرخويانسك، جمهورية ساخا، روسيا | مخطط المناخ فرخويانسك، جمهورية ساخا، روسيا | مخطط المناخ فرخويانسك، جمهورية ساخا، روسيا | مخطط المناخ فرخويانسك، جمهورية ساخا، روسيا | مخطط المناخ فرخويانسك، جمهورية ساخا، روسيا | مخطط المناخ فرخويانسك، جمهورية ساخا، روسيا | مخطط المناخ فرخويانسك، جمهورية ساخا، روسيا | مخطط المناخ فرخويانسك، جمهورية ساخا، روسيا | مخطط المناخ فرخويانسك، جمهورية ساخا، روسيا | مخطط المناخ فرخويانسك، جمهورية ساخا، روسيا |
| --- | ------------------------------------------ | ------------------------------------------ | ------------------------------------------ | ------------------------------------------ | ------------------------------------------ | ------------------------------------------ | ------------------------------------------ | ------------------------------------------ | ------------------------------------------ | ------------------------------------------ | ------------------------------------------ |
| 01 | 02                                         | 03                                         | 04                                         | 05                                         | 06                                         | 07                                         | 08                                         | 09                                         | 10                                         | 11                                         | 12                                         |
| 6 -43 -49 | 6 -37 -46                                  | 5 -20 -39                                  | 6 -3 -22                                   | 12 10 -3                                   | 23 20 6                                    | 33 23 9                                    | 32 18 4                                    | 14 9 -3                                    | 13 -9 -19                                  | 10 -32 -40                                 | 8 -40 -47                                  |
| متوسط درجة-الحرارة °س مجاميع الهطل مم |                                            |                                            |                                            |                                            |                                            |                                            |                                            |                                            |                                            |                                            |                                            |
| بالوحدات الإنكليزية \| 01 \| 02 \| 03 \| 04 \| 05 \| 06 \| 07 \| 08 \| 09 \| 10 \| 11 \| 12 \| \| 0.2 -45 -56 \| 0.2 -34 -51 \| 0.2 -4 -37 \| 0.2 26 -8 \| 0.5 50 27 \| 0.9 68 43 \| 1.3 74 48 \| 1.3 65 40 \| 0.6 47 27 \| 0.5 16 -3 \| 0.4 -26 -40 \| 0.3 -40 -52 \| \| متوسط درجة-الحرارة °ف مجاميع الهطول ″ \| \| \| \| \| \| \| \| \| \| \| \| |                                            |                                            |                                            |                                            |                                            |                                            |                                            |                                            |                                            |                                            |                                            |
| 01 | 02                                         | 03                                         | 04                                         | 05                                         | 06                                         | 07                                         | 08                                         | 09                                         | 10                                         | 11                                         | 12                                         |
| 0.2 -45 -56 | 0.2 -34 -51                                | 0.2 -4 -37                                 | 0.2 26 -8                                  | 0.5 50 27                                  | 0.9 68 43                                  | 1.3 74 48                                  | 1.3 65 40                                  | 0.6 47 27                                  | 0.5 16 -3                                  | 0.4 -26 -40                                | 0.3 -40 -52                                |
| متوسط درجة-الحرارة °ف مجاميع الهطول ″ |                                            |                                            |                                            |                                            |                                            |                                            |                                            |                                            |                                            |                                            |                                            |

| مخطط المناخ لوكلا، نيبال | مخطط المناخ لوكلا، نيبال | مخطط المناخ لوكلا، نيبال | مخطط المناخ لوكلا، نيبال | مخطط المناخ لوكلا، نيبال | مخطط المناخ لوكلا، نيبال | مخطط المناخ لوكلا، نيبال | مخطط المناخ لوكلا، نيبال | مخطط المناخ لوكلا، نيبال | مخطط المناخ لوكلا، نيبال | مخطط المناخ لوكلا، نيبال | مخطط المناخ لوكلا، نيبال |
| --- | ------------------------ | ------------------------ | ------------------------ | ------------------------ | ------------------------ | ------------------------ | ------------------------ | ------------------------ | ------------------------ | ------------------------ | ------------------------ |
| 01 | 02                       | 03                       | 04                       | 05                       | 06                       | 07                       | 08                       | 09                       | 10                       | 11                       | 12                       |
| 11 1 -18 | 18 2 -16                 | 22 5 -12                 | 28 8 -7                  | 34 12 -3                 | 96 15 2                  | 154 14 4                 | 145 13 4                 | 81 13 1                  | 37 9 -7                  | 6.2 6 -13                | 13 3 -16                 |
| متوسط درجة-الحرارة °س مجاميع الهطل مم |                          |                          |                          |                          |                          |                          |                          |                          |                          |                          |                          |
| بالوحدات الإنكليزية \| 01 \| 02 \| 03 \| 04 \| 05 \| 06 \| 07 \| 08 \| 09 \| 10 \| 11 \| 12 \| \| 0.4 34 -1 \| 0.7 35 3 \| 0.9 40 10 \| 1.1 47 19 \| 1.4 53 26 \| 3.8 58 35 \| 6.1 58 39 \| 5.7 56 38 \| 3.2 55 33 \| 1.5 48 20 \| 0.2 42 10 \| 0.5 38 3 \| \| متوسط درجة-الحرارة °ف مجاميع الهطول ″ \| \| \| \| \| \| \| \| \| \| \| \| |                          |                          |                          |                          |                          |                          |                          |                          |                          |                          |                          |
| 01 | 02                       | 03                       | 04                       | 05                       | 06                       | 07                       | 08                       | 09                       | 10                       | 11                       | 12                       |
| 0.4 34 -1 | 0.7 35 3                 | 0.9 40 10                | 1.1 47 19                | 1.4 53 26                | 3.8 58 35                | 6.1 58 39                | 5.7 56 38                | 3.2 55 33                | 1.5 48 20                | 0.2 42 10                | 0.5 38 3                 |
| متوسط درجة-الحرارة °ف مجاميع الهطول ″ |                          |                          |                          |                          |                          |                          |                          |                          |                          |                          |                          |

| مخطط المناخ نوريلسك، كراسنويارسك كراي، روسيا | مخطط المناخ نوريلسك، كراسنويارسك كراي، روسيا | مخطط المناخ نوريلسك، كراسنويارسك كراي، روسيا | مخطط المناخ نوريلسك، كراسنويارسك كراي، روسيا | مخطط المناخ نوريلسك، كراسنويارسك كراي، روسيا | مخطط المناخ نوريلسك، كراسنويارسك كراي، روسيا | مخطط المناخ نوريلسك، كراسنويارسك كراي، روسيا | مخطط المناخ نوريلسك، كراسنويارسك كراي، روسيا | مخطط المناخ نوريلسك، كراسنويارسك كراي، روسيا | مخطط المناخ نوريلسك، كراسنويارسك كراي، روسيا | مخطط المناخ نوريلسك، كراسنويارسك كراي، روسيا | مخطط المناخ نوريلسك، كراسنويارسك كراي، روسيا |
| --- | -------------------------------------------- | -------------------------------------------- | -------------------------------------------- | -------------------------------------------- | -------------------------------------------- | -------------------------------------------- | -------------------------------------------- | -------------------------------------------- | -------------------------------------------- | -------------------------------------------- | -------------------------------------------- |
| 01 | 02                                           | 03                                           | 04                                           | 05                                           | 06                                           | 07                                           | 08                                           | 09                                           | 10                                           | 11                                           | 12                                           |
| 22 -25 -34 | 17 -24 -33                                   | 20 -17 -29                                   | 21 -9 -21                                    | 21 -1 -10                                    | 45 9 1                                       | 52 17 8                                      | 61 14 5                                      | 64 6 0                                       | 44 -6 -13                                    | 35 -18 -26                                   | 34 -22 -31                                   |
| متوسط درجة-الحرارة °س مجاميع الهطل مم |                                              |                                              |                                              |                                              |                                              |                                              |                                              |                                              |                                              |                                              |                                              |
| بالوحدات الإنكليزية \| 01 \| 02 \| 03 \| 04 \| 05 \| 06 \| 07 \| 08 \| 09 \| 10 \| 11 \| 12 \| \| 0.9 -13 -29 \| 0.7 -11 -27 \| 0.8 1 -20 \| 0.8 16 -6 \| 0.8 30 14 \| 1.8 48 34 \| 2 63 46 \| 2.4 57 41 \| 2.5 43 32 \| 1.7 21 9 \| 1.4 -0 -15 \| 1.3 -8 -24 \| \| متوسط درجة-الحرارة °ف مجاميع الهطول ″ \| \| \| \| \| \| \| \| \| \| \| \| |                                              |                                              |                                              |                                              |                                              |                                              |                                              |                                              |                                              |                                              |                                              |
| 01 | 02                                           | 03                                           | 04                                           | 05                                           | 06                                           | 07                                           | 08                                           | 09                                           | 10                                           | 11                                           | 12                                           |
| 0.9 -13 -29 | 0.7 -11 -27                                  | 0.8 1 -20                                    | 0.8 16 -6                                    | 0.8 30 14                                    | 1.8 48 34                                    | 2 63 46                                      | 2.4 57 41                                    | 2.5 43 32                                    | 1.7 21 9                                     | 1.4 -0 -15                                   | 1.3 -8 -24                                   |
| متوسط درجة-الحرارة °ف مجاميع الهطول ″ |                                              |                                              |                                              |                                              |                                              |                                              |                                              |                                              |                                              |                                              |                                              |